# Rustoord (Groningen)

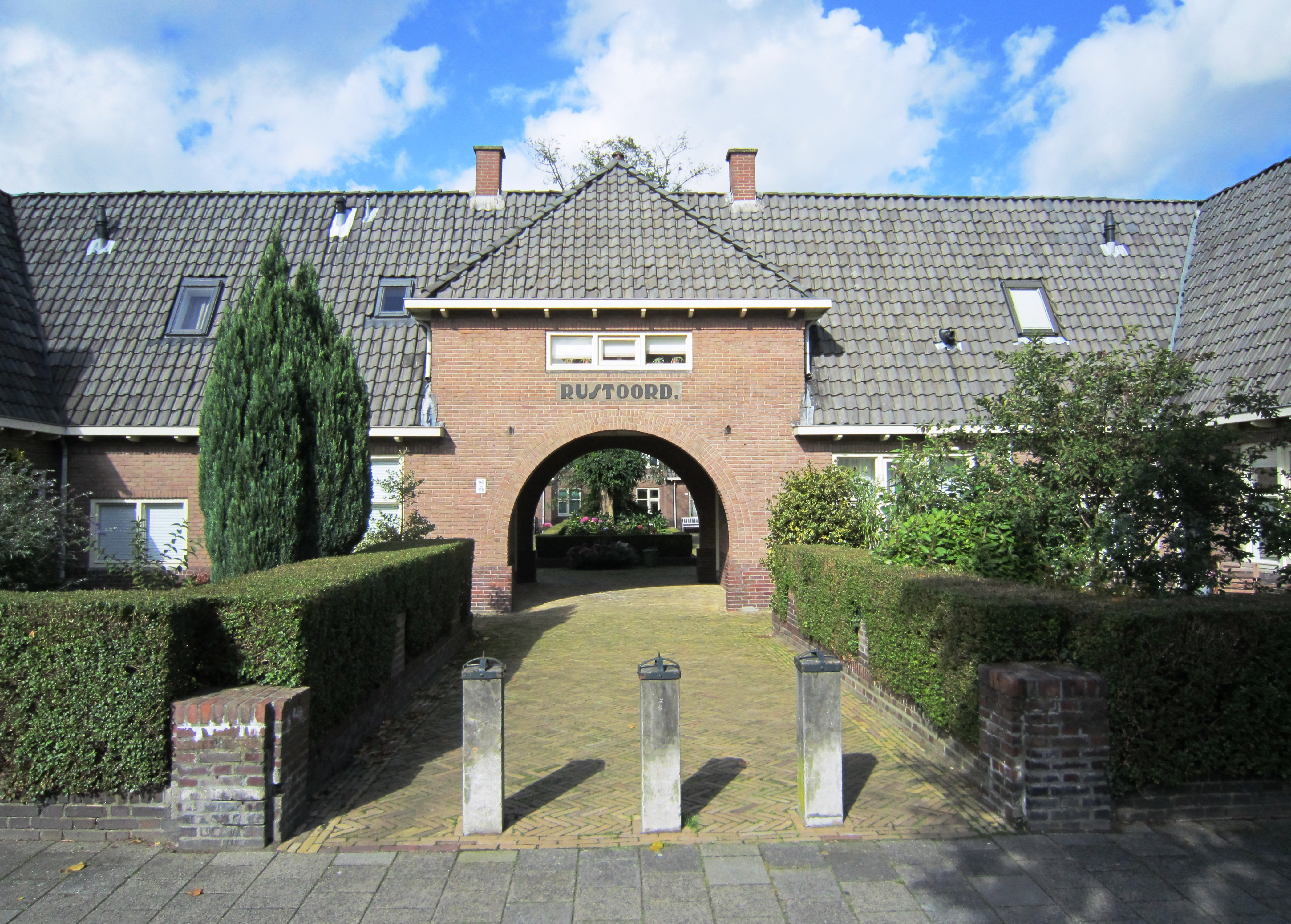
De ingang van het gasthuis Rustoord

Het Rustoord is een voormalig gasthuis in de stad Groningen, gelegen aan de Korreweg. Het werd in 1922 gesticht door de diaconie van de Hervormde gemeente. 
Eerder had de Hervormde diaconie een gasthuis gebouwd aan de Korreweg, Avondrust. Dit werd in de jaren dertig van de twintigste eeuw gesloopt, de bewoners van dat complex verhuisden naar Avondlicht in Haren. Het Rustoord was iets bescheidener van opzet en verrees naast Avondrust. Achter het Rustoord werd in 1923 het nieuwe gebouw voor het Ubbenagasthuis gebouwd.
Het Rustoord werd in 1986 gerenoveerd. De woningen worden sindsdien verhuurd door Christelijke Woningstichting Patrimonium.
Aduardergasthuis ·
Anna Varvers Convent ·
Armhuiszitten Convent ·
Hofje Ceramstraat ·
Corneliagasthuis ·
Doopsgezind Gasthuis ·
Gerarda Gockingahuis ·
Hesselinkstichting ·
Jacob en Annagasthuis · 
Juffer Margarethagasthuis ·
Juffer Tette Alberdagasthuis ·
Jan Luitjensgasthuis ·
Mepschengasthuis ·
Middengasthuis (Kleine Rozenstraat) ·
Middengasthuis (Grote Leliestraat) ·
Latteringe Gasthuis ·
Pelstergasthuis ·
Pepergasthuis ·
Pieternellagasthuis ·
Remonstrants Gasthuis ·
Rustoord ·
Sint Anthonygasthuis ·
Sint Martinusgasthuis ·
Hofje Tellegenstraat ·
Ter Schouw-Van Sanen Stichting ·
Typografengasthuis ·
Ubbenagasthuis ·
Vrouw Fransensgasthuis ·
Vrouw Wilsoors- of Aaffien Olthofsgasthuis ·
Weldadige Stichting Ketelaar-Bos ·
Wytzes- of Schoonbeeksgasthuis ·
Zeylsgasthuis